# Minona evelinae
Minona evelinae är en plattmaskart som beskrevs av Ernst Marcus 1946. Minona evelinae ingår i släktet Minona och familjen Monocelididae. Inga underarter finns listade i Catalogue of Life.